# گیمان، چیبوت
گیمان (به اسپانیایی: Gaiman) یک شهرک در آرژانتین است که در Gaiman Department واقع شده‌است. گیمان ۴٬۷۳۰ نفر جمعیت دارد و ۲۷ متر بالاتر از سطح دریا واقع شده‌است.